# Управление ООН по координации гуманитарных вопросов

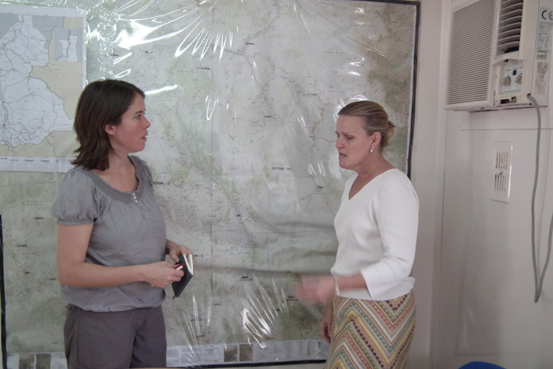
Немецкий политик Кристина Бухгольц и Лиз Гранде в офисе УКГВ в Джубе — столице Южного Судана

Управление по координации гуманитарных вопросов (УКГВ, англ. United Nations Office for the Coordination of Humanitarian Affairs, OCHA) — орган Организации Объединенных Наций, образованный в декабре 1991 года по резолюции 46/182 Генеральной Ассамблеи. Резолюция была направлена на укрепление ответных мер ООН на сложные чрезвычайные ситуации и природные бедствия, чем занимается Департамент по гуманитарным вопросам (англ. Department of Humanitarian Affairs (DHA)). В 1998 году в связи с реорганизацией, Департамент по гуманитарным вопросам был объединен с УКГВ, тем самым УКГВ стал центром ООН по крупным катастрофам. Его мандат был расширен, и также включает координацию гуманитарной помощи, разработку политики гуманитарной пропаганды.
На сентябрь 2007 году в органе работают 1900 человек по всему миру, главные офисы УКГВ расположены на всех континентах, в таких странах, как: Афганистан, Бурунди, Центральноафриканская республика, Чад, Колумбия, Демократическая республика Конго, Эфиопия, Эритрея, Кот-д’Ивуар, Палестинские территории, Шри-Ланка, Судан, Уганда, Сирия и Зимбабве.
УКГВ был присвоен собственный международный телефонный код +888. Номерами телефонов с кодом +888 обладают агентства, предоставляющие гуманитарную помощь.